# Maria Helena Cardoso (escritora)
Maria Helena Cardoso (Diamantina, 1903 - Rio de Janeiro, 24 de maio de 1997) foi uma escritora brasileira. 
Era irmã do escritor Lúcio Cardoso e do jurista Adauto Lúcio Cardoso. Foi morar em Curvelo com o resto da família quando tinha um ano de idade. Formou-se na Escola de farmácia, em Belo Horizonte, e trabalhou no Hospital Samaritano do Rio de Janeiro. Seu primeiro livro, Por Onde Andou Meu Coração, publicado em 1967, ganhou o Prêmio Fernando Chinaglia, oferecido pela União Brasileira de Escritores, e o 10.º Prêmio Jabuti, este na categoria autor estreante. 
Sua obra é inteiramente composta por livros de memórias, que se apresentam de forma fragmentada, sem ordem cronológica, em que a sequência de relatos destaca aspectos afetivos da vida da autora, em vez de uma autobiografia convencional.

## Obras
- 1979 - Sonata Perdida: Anotações de uma Velha Dama Digna (Nova Fronteira)
- 1973 - Vida - Vida (José Olympio)
- 1967 - Por Onde Andou Meu Coração (José Olympio)[4]